# Cristián Ulrico II de Wurtemberg-Wilhelminenort
Cristián Ulrico II de Wurtemberg-Wilhelminenort (27 de enero de 1691 en el Castillo de Vielguth, cerca de Oleśnica - 7 de febrero de 1734 en Stuttgart) fue duque de Wurtemberg-Wilhelminenort.

## Biografía
Cristián Ulrico II era el menor de los hijos del Duque Cristián Ulrico I de Wurtemberg-Oels (1652-1704) de su segundo matrimonio con la Princesa Sibila María (1667-1693), hija del Duque Cristián I de Sajonia-Merseburg. Cristián Ulrico II estudió en Frankfurt (Oder) y en la Academia Militar en Berlín.
Cristián Ulrico II residió como Señor Paréage en la finca campestre de Wilhelminenort, la anterior población de Bresewitz (cerca de Bierutów), que había sido renombrada en honor a su madrastra, Sophie Wilhelmine de Frisia Oriental (1659-1698). Se convirtió al catolicismo el 26 de enero de 1723, durante un viaje a Roma, y pronunció la fórmula de abjuración del luteranismo ante el Papa Inocencio XIII.
Murió en 1734 en Stuttgart a la edad de 42 años. Su hijo fue elegido por su hermano (que no tenía hijos) para sucederlo como Duque de Oels.

## Matrimonio e hijos
Cristián Ulrico II se casó el 13 de julio de 1711 con Filipina Carlota (18 de febrero de 1691 - Oels, 17 de junio de 1758), hija del Conde Erdmann de Redern-Krappitz, con quien tuvo seis hijos:
1. Isabel Sofía Carlota (Wilhelminenort, 21 de junio de 1714 - Wilhelminenort, 20 de abril de 1716).
2. Ulrica Luisa (Wilhelminenort, 21 de mayo de 1715 - Oels, 17 de mayo de 1748), canóniga en la Abadía de Gandersheim.
3. Carlos Cristián Erdmann (Wilhelminenort, 26 de octubre de 1716 - Oels, 14 de diciembre de 1792), Duque de Wurtemberg-Oels.
4. Guillermina Filipina (Wilhelminenort, 10 de noviembre de 1719 - Wilhelminenort, 2 de diciembre de 1719).
5. Francisca Carlota Jacobina (Wilhelminenort, 1 de junio de 1724 - Krappitz, 28 de abril de 1728).
6. Federica Juana (Wilhelminenort, 17 de octubre de 1725 - Wilhelminenort, 25 de octubre de 1726).